# 坪内寿夫
坪内寿夫（日语：坪内 寿夫/つぼうち ひさお，1914年9月4日—1999年12月28日），在日本与松下幸之助、丰田英二齐名，被誉为“重建企业之神”。

## 生平
1914年，出生。
1934年，毕业于弓削商船高等专门学校，就职“南满洲铁道公司”。
1945年，日本战败，被苏军俘虏，押送西伯利亚。
1948年，返回故乡。
1950年，创办松山大剧场。
1953年，接手来岛造船厂，
1966年，创办奥道后饭店。
1971年，接手东邦相互银行。
1975年，重建地方报纸《新爱媛》。
1978年，接手佐世保重工。
1983年，佐世保重工扭亏为盈。
1988年，任佐世保重工董事长。
1994年，退休。
1999年，去世。